# 魏允貞
魏允貞（1542年—1606年），字懋忠，號見泉，北直隸大名府南樂縣（今河南省濮陽市南樂縣）人。明朝萬曆年間東林黨政治人物，官至兵部右侍郎。

## 生平
萬曆四年（1576年）丙子科順天府鄉試第十四名，萬曆五年（1577年）聯捷丁丑科會試第七十一名，登進士第三甲第十九名。授荊州推官。萬曆十年六月，以政績卓著，选授山西道试御史，彈劾不避權貴，大學士張居正歸葬，群吏趨事恐後，允貞獨不赴，又疏陳張居正、吕调阳等，以權謀私，其子相繼登科得舉，建议神宗“宜严敕所司，毋循故辄”，為張四維、申時行所忌，十一年被降三级，出為許州判官，累任南京吏部主事。海瑞亲笔书写了“直言第一”的条幅赠给魏允贞。历升光禄寺丞，十六年八月升本寺少卿，二十年六月升任顺天府丞，十一月遷通政司右通政。
萬曆二十一年（1593年）五月因替赵南星辯護，以右僉都御史巡撫山西，裁减幕府及州县冗费，又巡视边防。进右副都御史，力陈礦监张忠、孙朝等税使之暴。為官一生，兩袖清風。山西百姓为其立祠。万历二十八年（1600年）魏允贞上疏說“陛下之爱贤士，曾不如爱珠玉锦绮也”。二十九年五月回籍侍养。三十三年十一月起用为兵部右侍郎，十二月未任而卒。三十五年，追赠都察院右都御史，天啓初年，追谥介肃。《明史》称他“以卓荦宏伟之概，为众望所归”。

## 墓
魏允貞墓在南乐县城南关外。1947年出土墓志，1960年代初收入县文化馆。墓志為李化龙撰，李三才书，志盖“明通议大夫兵部右侍郎见泉魏公墓志铭”，杨时乔篆。

## 家族
曾祖父魏泰；祖父魏經；父親魏怡 （1507年-1602年），字仲和，號節斋，历任青州府、巩昌府通判。前母王氏；母楊氏。其弟魏允中、魏允孚皆进士，人称“三凤”。其子魏廣微。

## 延伸阅读
[在维基数据编辑]
 《明史卷二百三十二》，出自《明史》